# San Pietro Val Lemina
San Pietro Val Lemina – miejscowość i gmina we Włoszech, w regionie Piemont, w prowincji Turyn.
Według danych na rok 2004 gminę zamieszkiwało 1475 osób, a gęstość zaludnienia wynosi 122,9 os./km².